# Vlečna artilerija
Vlečna artilerija je oznaka za vse artilerijsko orožje, ki potrebujejo transportno vozilo oz. vprego za premik orožja po bojišču.
Čeprav vlečno artilerijo v večini sodobnih kopenskih vojskah zamenjuje samovozna artilerija, ostaja še zmeraj glavna komponenta artilerijskih enot.
Prednosti vlečne artilerije v primerjavi z samohodno: 
- nižja cena,
- cenejše vzdrževanje,
- manjši operativni stroški,
- možnost helikopterskega prevoza,...